# Wayne Rooney
Wayne Mark Rooney (Liverpool, 24 de outubro de 1985) é um treinador e ex-futebolista inglês que atuava como atacante. Atualmente está sem clube.
Maior artilheiro da história do Manchester United, é também o segundo maior artilheiro da história da Seleção Inglesa, além de ter sido um dos mais jovens a estrear pelo English Team. Aos 19 anos foi convocado para representar a Inglaterra na Euro 2004, onde marcou quatro gols e tornou-se o jogador mais jovem a marcar na história da competição. Rooney também disputou as Copas do Mundo FIFA de 2006, 2010 e 2014, sendo considerado um dos grandes nomes do English Team.
Entre 2005 e 2010, ganhou cinco vezes o prêmio de Jogador do Mês da Premier League. Em fevereiro de 2013, chegou aos 33 gols em 79 partidas pela Inglaterra, tornando-se o quinto maior artilheiro da Seleção Inglesa na história. Alcançou o topo da artilharia em setembro de 2015, ao marcar seu gol de número 50 pela Inglaterra e ultrapassar Bobby Charlton. Rooney só viria a ser superado oito anos depois, em março de 2023, quando Harry Kane balançou as redes e chegou aos 54 gols pela Seleção Inglesa.
Aos nove anos, Rooney entrou para as categorias de base do Everton, equipe em que fez sua estreia como profissional em 2002. Esteve duas temporadas no clube de Merseyside, antes de ser contratado pelo Manchester United por vinte e cinco milhões de libras na janela de transferência em 2004. Desde então, com Rooney na equipe, o United conquistou a Premier League cinco vezes, a Liga dos Campeões da UEFA de 2007–08, três vezes a Copa da Liga Inglesa, entre outros títulos.
Na temporada 2009–10, Rooney foi premiado como jogador melhor jogador do ano pela PFA. O atacante ganhou o jogador do mês da Premier League cinco vezes, um recorde que divide com Steven Gerrard. Chegou em quinto na votação para a Bola de Ouro da FIFA de 2011 e foi nomeado no FIFPro Mundial 11. Rooney ganhou o prêmio de gol da temporada, dado pela BBC, pelo golaço de bicicleta que marcou na vitória por 2–1 contra o rival Manchester City. No ano de 2011, incluindo patrocínios, Rooney foi o terceiro futebolista mais bem pago do mundo, atrás apenas de Lionel Messi e Cristiano Ronaldo.
Em abril de 2012, o atacante marcou seu gol de número 180 pelo Manchester United, tornando-se o quarto maior artilheiro da história do clube. Cinco anos depois, no dia 7 de janeiro de 2017, contra o Reading, marcou seu 249º gol com a camisa dos Diabos Vermelhos. Nesta partida, válida pela terceira fase da Copa da Inglaterra, Rooney tornou-se o maior artilheiro de seu clube ao lado de Bobby Charlton.

## Carreira como jogador

### Everton
Sua estreia pela equipe principal do Everton aconteceu durante a temporada 2002–03, no dia 17 de agosto, em um empate em casa por 2–2 contra o Tottenham. Neste dia, tornou-se o segundo jogador mais jovem a atuar equipe do Everton, atrás apenas de Joe Royle. Seus primeiros gols pelo time vieram no dia 2 de outubro, quando balançou as redes duas vezes em uma vitória fora de casa por 3–0 sobre o Wrexham, válida pela Copa da Liga Inglesa.
No dia 19 de outubro, cinco dias antes de seu aniversário de dezessete anos, Rooney marcou um gol no último minuto na vitória contra o Arsenal. Esta meta terminou em executar uma série de trinta jogos de invencibilidade do seu adversário, foi o mais jovem artilheiro da história da Premier League, um recorde que já foi superado duas vezes por James Milner e James Vaughan.
| “                                               | Rooney é o maior talento da Inglaterra que eu vi desde que cheguei. Não há certamente um jogador com menos de 20 anos tão bom como ele aqui. | ” |
| — Arsène Wenger sobre Rooney em outubro de 2002 | |   |

Em janeiro de 2003, Rooney assinou seu primeiro contrato profissional que fez dele um dos mais jogadores jovens mais bem pagos do mundo. Seu primeiro gol no ano foi marcado no dia 23 de março, em uma derrota por 2–1 para o Arsenal.
Rooney terminou sua primeira passagem pelo Everton em setembro de 2004, com uma marca de 17 gols em 77 jogos disputados pela equipe de Liverpool.

### Manchester United
A proposta do Newcastle era de dezoito milhões e meio de libras, fato confirmado pelo agente de Rooney, mas o Manchester United acabou vencendo a disputa em agosto de 2004, às vésperas do fechamento da janela de transferências, após um acordo de vinte e cinco milhões e seiscentas mil libras, proposta aceita pelo Everton. Este foi o maior valor pago por um jogador com idade inferior a vinte anos, já que Rooney tinha apenas dezoito anos na época.

#### Primeiras temporadas
Logo em sua estreia pelo United, no dia 28 de setembro de 2004, marcou um hat-trick na goleada por 6–2 sobre o Fenerbahçe, válida pela Liga dos Campeões da UEFA. No seu primeiro jogo em Old Trafford, também fez uma excelente exibição, comprovando que tinha deixado para trás as frustrantes lesões no metatarso que havia sofrido. Foi um começo avassalador pelos Red Devils, o que seria um bom sinal para o futuro. No final da temporada 2004–05 tinha atingido a marca de quarenta e três jogos e dezessete gols. Porém nem tudo saiu como planejado, já que nesta temporada o United perderia a final da Copa da Inglaterra nos pênaltis contra o Arsenal. Entretanto, Rooney foi eleito o "Melhor Jogador Jovem do Ano" na Premier League.

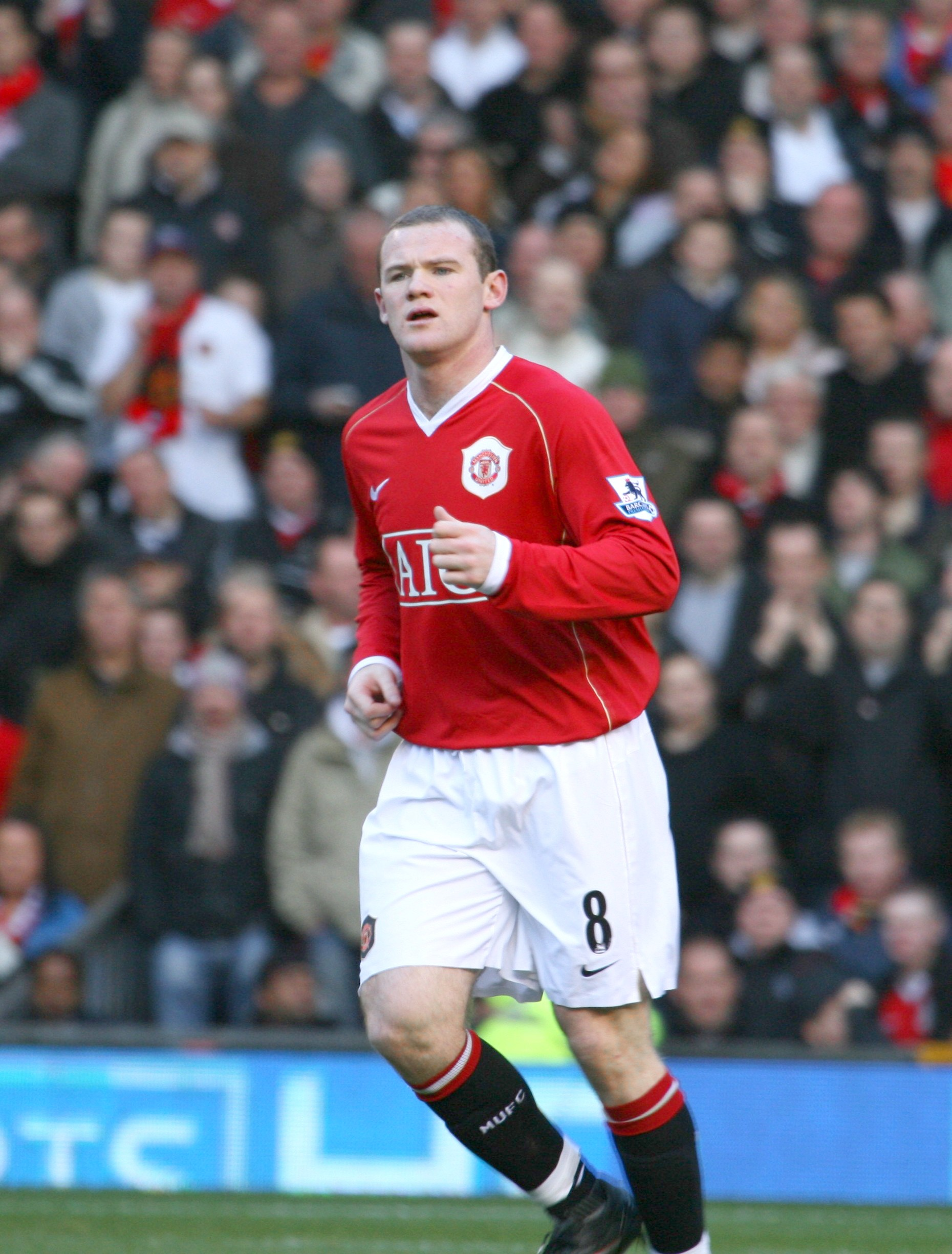
Rooney atuando pelo United em dezembro de 2006

A sua segunda temporada em Old Trafford, em 2005–06, veio confirmar a esperança que o Manchester United depositou em Rooney, justificando ser um dos jovens mais talentosos do mundo. Nessa temporada Rooney jogou quarenta e oito jogos e marcou dezenove gols. Conquistou os troféus de "Jogador do Ano" do clube, em eleição feita pelos torcedores do United e novamente levou o premio de "Melhor Jogador Jovem do Ano" da Premier League.
Na temporada seguinte, a de 2006–07, quebrou um longo jejum de gols com um extraordinário hat-trick contra o Bolton Wanderers, enquanto dúvidas sobre a sua capacidade de marcar gols na Liga dos Campeões foram definitivamente afastadas após marcar gols nos jogos de ida e volta contra a Roma, pelas quartas de final da Champions. Na sequência, marcou mais dois contra o Milan, pela semifinal. Entretanto, o United acabou eliminado. Fechou a temporada com um total de vinte e três gols em cinquenta e cinco jogos, incluindo quatorze pela Premier League, vencida pelo United nesta temporada, e quatro pela Liga dos Campeões.
| “                            | É o melhor jogador jovem que já vi em toda a minha carreira como treinador. | ” |
| — Alex Ferguson sobre Rooney |                                                                             |   |

Na temporada 2007–08, Rooney fraturou o metatarso esquerdo no empate sem gols contra o Reading, mesma lesão que havia sofrido em seu pé direito três anos antes. Após seis semanas afastado, retornou em 2 de outubro de 2007, na vitória por 1–0 sobre a Roma, em jogo válido pela Liga dos Campeões, marcando o único gol do jogo. No entanto, apenas um mês após seu retorno, machucou o tornozelo durante um treino, e ficou afastado por mais duas semanas. Após uma temporada atrapalhada por lesões, conquistou a tríplice coroa pelo Manchester United: a Premier League, a Liga dos Campeões e a Copa do Mundo de Clubes da FIFA. Nesta temporada, Rooney marcou um total de 18 gols em 43 jogos, sendo 12 deles pela Premier League.
Em 4 de outubro de 2008, durante a temporada 2008–09, Rooney se tornou o jogador mais jovem na história a completar duzentas partidas pela Premier League. Em um jogo contra o Wigan, Rooney se machucou mais uma vez e ficou fora por três semanas. Nesta temporada, o United foi novamente finalista na Liga dos Campeões, mas acabou derrotado pelo Barcelona por 2–0 na final. Rooney finalizou a temporada como o segundo artilheiro da equipe, marcando um total de 20 gols em 49 jogos, seis a menos que o português Cristiano Ronaldo.

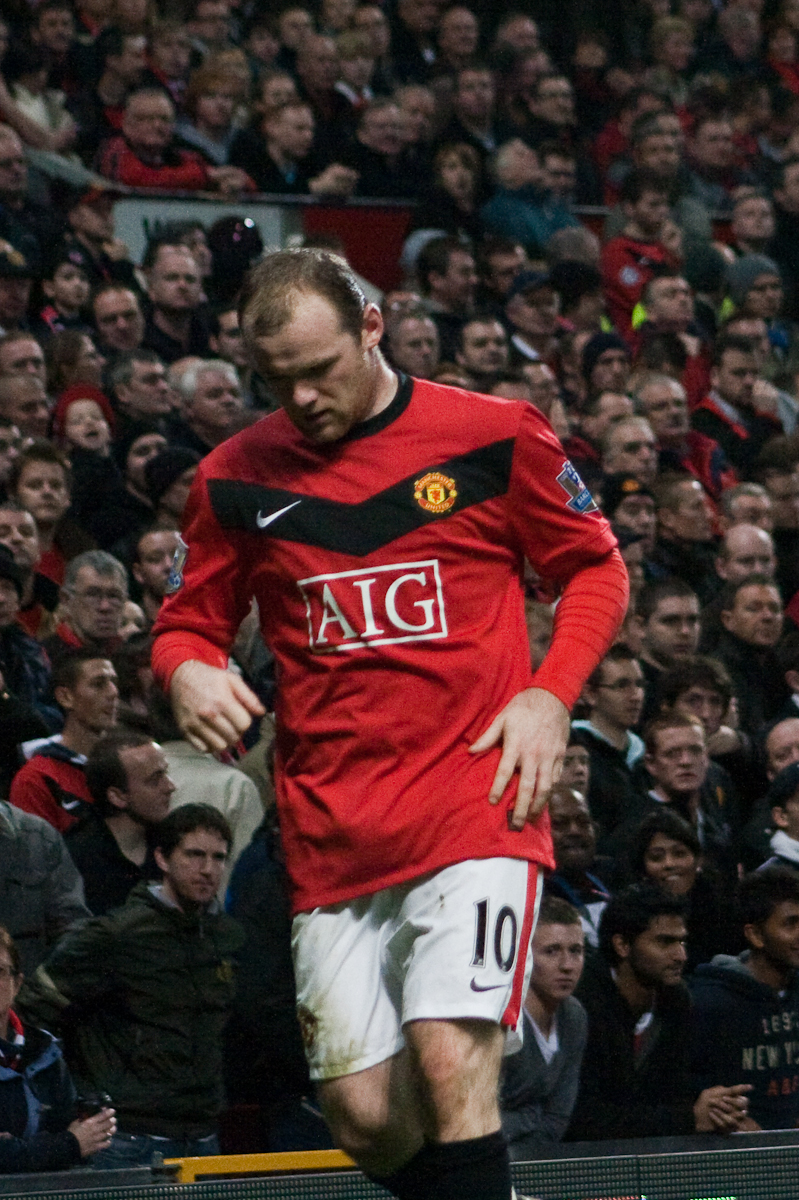
Rooney pelo Manchester United em 2009, numa partida contra o Everton, seu ex-clube

#### 2009–10
Em 2009–10, com a saída de Cristiano Ronaldo, que havia sido vendido ao Real Madrid, da Espanha, Rooney realizou a melhor temporada de sua carreira, com um total de 34 gols em 44 partidas, além de atuações muito elogiadas. Pela Premier League, foram 26 gols em 32 jogos, ficando a apenas três do marfinense Didier Drogba na disputa pela artilharia. Pela Liga dos Campeões, foram cinco gols em sete jogos.

#### 2010–11
Em outubro de 2010, pouco após o início da temporada 2010–11, renovou por mais cinco anos seu contrato com o clube. No dia 12 de fevereiro de 2011, no Dérbi de Manchester, contra o Manchester City, marcou um gol antológico de voleio, ajudando os Red Devils na vitória por 2–1. Após o jogo, Rooney afirmou em entrevista que este havia sido o gol mais bonito de sua carreira. Conquistou novamente a Premier League.
No dia 14 de maio de 2011, Rooney converteu um pênalti para o United, definindo o jogo em 1–1 contra o Blackburn, em Ewood Park, no penúltimo jogo da temporada da Premier League. O empate foi suficiente para garantir o décimo nono título da Premier League para o Manchester United, que tornou-se isoladamente o time com mais títulos nacionais, superando o Liverpool. Este foi também o quarto título nacional desde a chegada de Rooney ao clube.
Rooney vinha sendo decisivo também nos jogos do time pela Liga dos Campeões, marcando gols importantes contra o Chelsea nas quartas-de-finais e contra o Schalke 04 pelas semifinais, num complicado jogo fora de casa. E assim o Manchester United retornava a uma final da Liga do Campeões, novamente contra o Barcelona, que havia levado o título dois anos antes. A final da Liga dos Campeões foi realizada no Estádio de Wembley, e os "anfitriões" ingleses do United viram a equipe da Catalunha abrir o placar Pedro, mas Rooney descontou logo após aos 34 minutos de jogo em uma triangulação com Ryan Giggs. Porém Lionel Messi desempatou e David Villa ampliou a vitória dos espanhóis por 3–1, frustrando assim o sonho de Rooney de conquistar novamente a Europa.

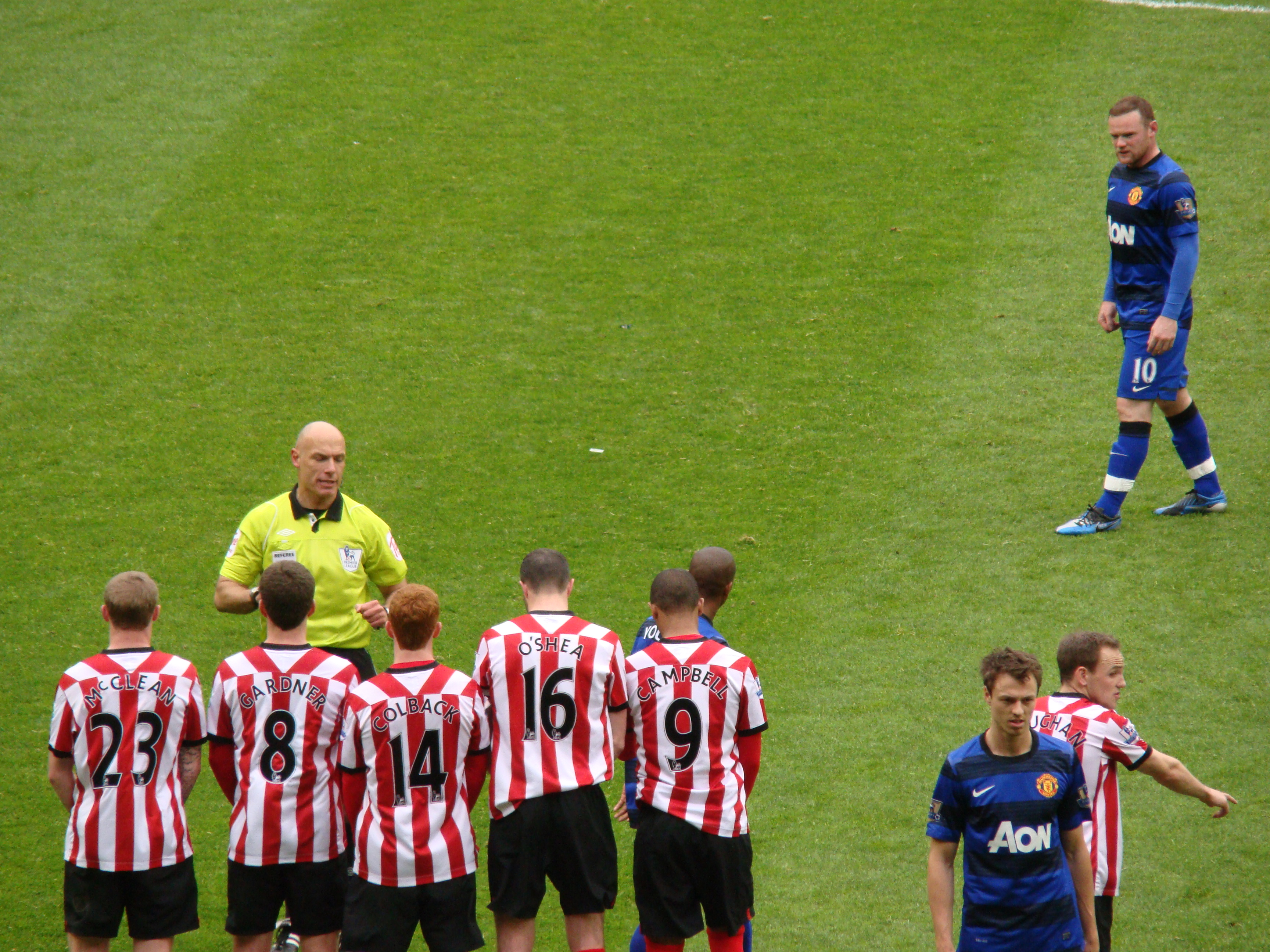
Rooney em cobrança de falta contra o Sunderland, na última rodada da Premier League de 2011–12

#### 2011–12
Iniciou a temporada 2011–12 participando da maior goleada do Manchester United sobre o arquirrival Arsenal em toda a história. No dia 28 de agosto de 2011, os Red Devils aplicaram 8–2 nos Gunners, com Rooney contribuindo com mais um hat-trick. Na ocasião, o atacante marcou dois gols de falta e ainda deu uma assistência para o português Nani. Rooney teve mais uma grande atuação no jogo seguinte, ao anotar outro hat-trick na vitória fora de casa por 5–0 sobre o Bolton, no dia 10 de setembro, tornando-se apenas o quarto jogador na história da Premier League a marcar um hat-trick em jogos consecutivos. Em 18 de outubro de 2011, oShrek marcou dois gols na fase de grupos contra o Oţelul Galati e superou o seu ex-companheiro Paul Scholes como maior goleador inglês em Liga dos Campeões da UEFA.
No dia 11 de fevereiro de 2012, ao marcar dois gols na vitória do United sobre o Liverpool por 2–1, no Old Trafford, Rooney realizou o seu jogo de número 500 da carreira profissional. Esta foi também a sua partida de número 350 pelo United em todas as competições.

#### 2012–13
Tendo o companheiro Robin van Persie como artilheiro do certame, a equipe conquistou o título da Premier League. Na temporada que marcou a aposentadoria de Alex Ferguson e Paul Scholes, Rooney marcou doze gols e ainda distribuiu onze assistências.

#### 2013–14
Ferguson declarou em 12 de maio de 2013, no penúltimo jogo antes de sua aposentadoria, que Rooney desejava deixar o clube, porém mudou essa afirmação em seu livro autobiográfico.
O clube anunciou a renovação de seu contrato no dia 21 de fevereiro de 2014, com o atacante assinando um novo vínculo válido até junho de 2019. Dentre as cláusulas inclusas, foi anunciado que o jogador se tornaria um embaixador do Manchester United após sua aposentadoria dos gramados.

#### 2014–15
Com a saídas do zagueiro Nemanja Vidić e do lateral Patrice Evra, assim como a chegada do treinador Louis van Gaal, Rooney foi nomeado capitão da equipe.

#### 2015–16
Rooney chegou a vestir a camisa do Everton em um amistoso, no dia 2 de agosto de 2015, em homenagem ao ex-jogador Duncan Ferguson. O atacante completou 500 jogos pelo Manchester United no dia 19 de dezembro, contra o Norwich City, no Old Trafford. Na ocasião, Rooney recebeu uma placa comemorativa entregue por Sir Bobby Charlton.
Em 17 de janeiro de 2016, ao marcar o gol da vitória contra o Liverpool, ultrapassou a marca de Thierry Henry como jogador com maior número de gols pelo mesmo clube na Premier League – 176 gols.

#### 2016–17
No dia 21 de janeiro de 2017, numa partida válida pela 22ª rodada da Premier League de 2016–17, Rooney marcou seu 250º gol pelo Manchester United, em cobrança de falta aos 93 minutos de jogo contra o Stoke City. Com isso, ultrapassou o então recordista Bobby Charlton e tornou-se o maior artilheiro da história do clube.

### Retorno ao Everton
No dia 9 de julho de 2017, Rooney acertou seu retorno ao Everton após 13 anos, assinando contrato por duas temporadas. Reestreou num jogo contra o Ružomberok, da Eslováquia, válido pela Liga Europa da UEFA. Em sua primeira partida pela Premier League de 2017–18, o atacante marcou o gol da vitória do Everton sobre o Stoke City. Na rodada seguinte, fez o único gol do Everton no empate em 1–1 com o Manchester City, no Etihad Stadium, chegando a 200 gols na Premier League, se tornando o segundo maior artilheiro do campeonato, ficando atrás apenas de Alan Shearer, que marcou 260 gols. Em 29 de novembro, marcou seu primeiro hat-trick na temporada, na goleada por 4–0 sobre o West Ham, sendo um deles de trás do meio campo. Rooney também não marcava um hat-trick na Premier League desde setembro de 2011, quando, vestindo a camisa do Manchester United, Manchester United marcou três vezes na goleada por 5–0 sobre o Bolton Wanderers. No dia 10 de dezembro, marcou seu primeiro gol no Merseyside Derby no empate em 1–1 com o Liverpool, no Anfield Road.

### D.C. United
No dia 28 de junho de 2018, o Everton confirmou a saída de Rooney para o D.C. United, dos Estados Unidos.

### Derby County
Foi anunciado como novo reforço do Derby County no dia 1 de janeiro de 2020.

## Seleção Nacional

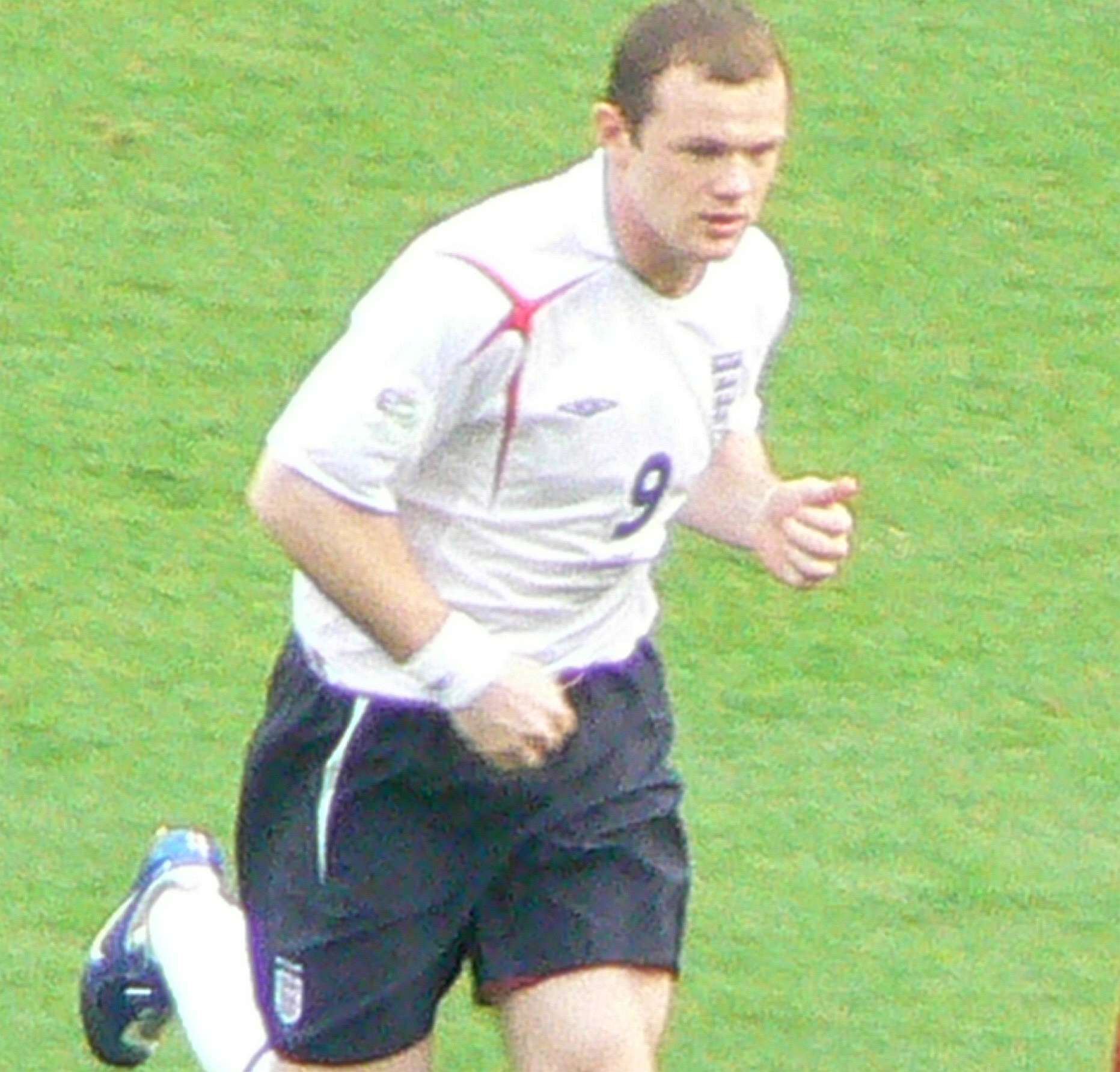
Rooney durante a Copa do Mundo FIFA de 2006

Rooney recebeu sua primeira convocação para a Seleção Inglesa em 2003, e tornou-se o mais jovem jogador até então a disputar uma partida pelo English Team, atuando num amistoso contra a Austrália, em 12 de fevereiro de 2003. Em 6 de setembro do mesmo ano, tornou-se também o mais jovem a marcar um gol pela Seleção Inglesa, numa partida contra a Macedônia pelas eliminatórias da Euro 2004. Quando trocou o Everton pelos Manchester United, em agosto de 2004, recebeu sua convocação para o primeiro torneio de seleções de sua carreira, a já citada Euro.
Dois anos mais tarde, foi convocado pelo treinador Sven-Göran Eriksson para a Copa do Mundo FIFA de 2006, onde a Seleção da Inglaterra caiu frente a Portugal, nas quartas-de-final. Durante este jogo recebeu um cartão vermelho que causou muita polêmica, pelo fato de ter protagonizado uma entrada violenta sobre Cristiano Ronaldo, seu companheiro de equipe.
Quatro anos depois, na Copa do Mundo FIFA de 2010, Rooney chegou à África do Sul em grande fase, após boa temporada pelo Manchester United. Entretanto, acabou caindo de rendimento junto ao English Team que, com um futebol pouco convincente, se classificou com muitas dificuldades no Grupo C e acabou sendo precocemente eliminado nas oitavas de final, após uma derrota por 4–1 frente a Alemanha.

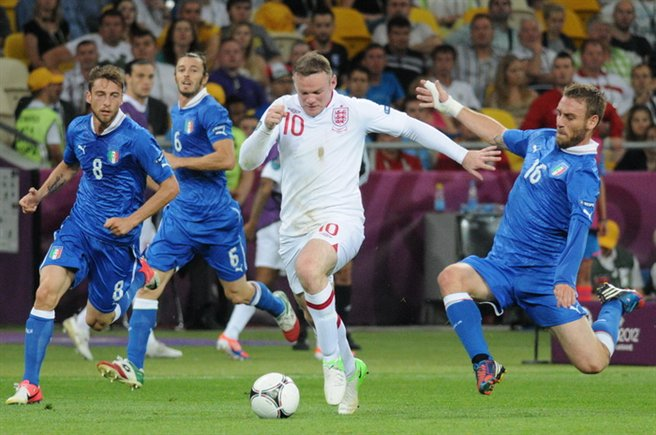
Rooney na partida contra a Itália pela Euro 2012

Na Euro 2012, seu país se qualificou bem para as quartas, como se classificou em primeiro lugar do seu grupo, vencendo cinco. Rooney marcou três gols, um contra a Suíça e dois contra a Bulgária. No último qualificador contra Montenegro (2–2), Rooney foi expulso por uma falta em Miodrag Džudović no minuto 74. Após o jogo contra Montenegro, Rooney enviou uma carta pessoal a UEFA na qual pediu desculpas e lamentou a entrar com carrinho violento em Džudović que lhe valeu o cartão vermelho. Apesar da carta, a UEFA puniu Rooney com uma suspensão de três partidas, e o jogador ficaria impedido de atuar na fase de grupos. Após o anúncio da UEFA, o próprio Džudović afirmou que acreditava que a sentença de Rooney era muito pesada e que iria defendê-lo, se necessário. Mais tarde, pediu a UEFA para perdoar Rooney. A FA decidiu, então, que iria recorrer à UEFA contra a proibição. Em 8 de dezembro de 2011, após a FA havia apelado a proibição, UEFA reduziu a pena para dois jogos. Rooney atuou apenas no último jogo da fase de grupos, no dia 19 de junho, marcando o único gol da vitória contra a Ucrânia, garantindo assim que os ingleses avançassem para a próxima fase. Nas quartas de final, a Inglaterra enfrentou a Itália no dia 24 de junho, no Estádio Olímpico de Kiev. Após um empate sem gols no tempo normal e na prorrogação, os italianos venceram nos pênaltis por 4–2, mesmo com Rooney tendo convertido a sua cobrança.
Em maio de 2014, Rooney esteve na lista dos convocados de Roy Hodgson para disputar a Copa do Mundo realizada no Brasil, sendo essa sua terceira participação. O atacante marcou seu primeiro gol em Copas no dia 19 de junho, contra o Uruguai, quando empatou a partida aos 74 minutos. No entanto, os ingleses foram derrotados por 2–1 na Arena Corinthians.
Após a competição, Rooney sucedeu Steven Gerrard como capitão da Seleção. Ainda em 2014, realizou sua 100ª partida pela Inglaterra no dia 15 de novembro, contra a Eslovênia, em jogo válido pela fase de qualificação para a Euro 2016. Nesta partida, o atacante teve boa atuação e também marcou um dos gols da vitória por 3–1.
No ano seguinte, em 8 de setembro de 2015, superou marca de Bobby Charlton de maior goleador da Seleção, quando anotou seu quinquagésimo gol em cobrança de pênalti na partida vencida por 2–0 contra a Suíça pela fase de qualificação para a Euro 2016.
No dia 23 de agosto de 2017, anunciou sua aposentadoria da Seleção Inglesa. No total, disputou 119 partidas e marcou 53 gols.

## Estilo de jogo
Rooney destacava-se pela sua velocidade, precisão nas finalizações e temperamento forte, que muitas vezes já causou a sua expulsão por motivos irrisórios, como discussões com os jogadores adversários e reclamações excessivas com os árbitros. O atacante chegou a ser expulso na Copa do Mundo FIFA de 2006, num jogo contra Portugal válido pelas quartas de final. Na ocasião, Rooney recebeu o vermelho direto após uma violenta entrada sobre o zagueiro Ricardo Carvalho.

## Carreira como treinador

### Derby County
Em 15 de novembro de 2020, após Phillip Cocu ser demitido do Derby County, Rooney foi anunciado como técnico interino e passou a ser jogador-treinador da equipe. Já no dia 15 de janeiro de 2021, deixou o cargo duplo de jogador e técnico interino, aposentou-se como jogador e foi efetivado como treinador do clube.
Alegando problemas financeiros, Rooney pediu demissão e deixou o clube no dia 24 de junho de 2022.

### DC United
Foi anunciado como técnico do D.C. United, da Major League Soccer, no dia 12 de julho de 2022. Deixou o clube em outubro de 2023, rescindindo seu contrato após a equipe não ter mais chances de avançar aos playoffs da MLS.

### Birmingham City
Em 11 de outubro de 2023, foi anunciado como treinador do Birmingham City, que disputa a Championship. Após uma derrota por 3–0 para o Leeds, fora de casa, Rooney foi demitido no dia 2 de janeiro de 2024. Em três meses sob seu comando, a equipe conseguiu apenas duas vitórias em 15 jogos na EFL Championship.

## Vida pessoal

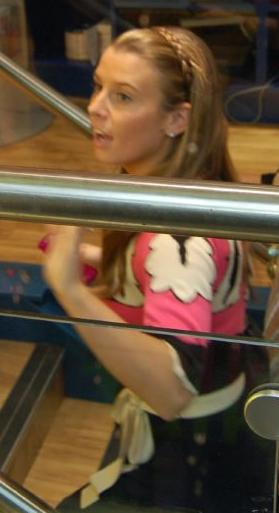
Sua esposa Coleen Rooney em outubro de 2006

Rooney é casado desde junho de 2008 com a modelo Coleen Rooney, com quem teve dois filhos: Kai, nascido em 2 de novembro de 2009, e Klay, nascido em 21 de maio de 2013.
Com tendência a calvície, o ex-atacante realizou um implante capilar em junho de 2011.
Em julho de 2011, sua camisa foi o produto a mais vendido sob os auspícios da Premier League. Foi levado em conta as vendas de camisas oficiais em todo o mundo, não apenas na Inglaterra. O Celtic é um dos clubes que Rooney admira.

### Publicidade
Rooney é patrocinado pela Nike e já foi garoto-propaganda da a Nokia, da Ford, da Asda e da Coca-Cola. Quando jogador, apareceu em diversos jogos da Electronic Arts, sendo capa do FIFA 06 e do FIFA 12, da série FIFA. Em outubro de 2010, a Coca-Cola lançou uma campanha publicitária na sequência de alegações sobre a vida privada de Rooney. Teve o contrato com a marca de bebidas encerrado em abril de 2011.
Em 9 de março de 2006, Rooney assinou contrato com a editora HarperCollins, que lhe concedeu uma renda de cinco milhões de euros de adiantamento, acrescido de royalties por um período mínimo de cinco livros que serão publicados ao longo de um período de 12 anos. O primeiro, My Story So Far, uma autobiografia por Hunter Davies, foi publicado depois da Copa do Mundo FIFA de 2006. A segunda publicação foi o Oficial Wayne Rooney Anual, foi voltado para o mercado adolescente e editado pelo jornalista de futebol Chris Hunt.
Em julho de 2006, os advogados de Rooney foram para a Organização das Nações Unidas e para a Organização Mundial da Propriedade Intelectual com o intuito de obter a propriedade na internet dos domínios "waynerooney.com" e "waynerooney.co.uk", ambos do ator galês Huw Marshall registrados em 2002. Três meses depois, a OMPI concedeu os direitos para Rooney criar o site "waynerooney.com".

## Estatísticas como jogador
Atualizadas até 19 de outubro de 2019

### Clubes
| Clube             | Temporada | Liga  | Liga | Copa  | Copa | Copa da Liga | Copa da Liga | Continental | Continental | Outros¹ | Outros¹ | Total | Total |
| Clube             | Temporada | Jogos | Gols | Jogos | Gols | Jogos        | Gols         | Jogos       | Gols        | Jogos   | Gols    | Jogos | Gols  |
| ----------------- | --------- | ----- | ---- | ----- | ---- | ------------ | ------------ | ----------- | ----------- | ------- | ------- | ----- | ----- |
| Everton           | 2002–03   | 33    | 6    | 1     | 0    | 3            | 2            | –           | –           | 0       | 0       | 37    | 8     |
| Everton           | 2003–04   | 34    | 9    | 3     | 0    | 3            | 0            | –           | –           | 0       | 0       | 40    | 9     |
| Everton           | 2017–18   | 31    | 10   | 1     | 0    | 1            | 0            | 7           | 1           | –       | –       | 40    | 11    |
| Everton           | Total     | 98    | 25   | 5     | 0    | 7            | 2            | 7           | 1           | 0       | 0       | 117   | 28    |
| Manchester United | 2004–05   | 29    | 11   | 6     | 3    | 2            | 0            | 6           | 3           | 0       | 0       | 43    | 17    |
| Manchester United | 2005–06   | 36    | 16   | 3     | 0    | 4            | 2            | 5           | 1           | 0       | 0       | 48    | 19    |
| Manchester United | 2006–07   | 35    | 14   | 7     | 5    | 1            | 0            | 12          | 4           | 0       | 0       | 55    | 23    |
| Manchester United | 2007–08   | 27    | 12   | 4     | 2    | 0            | 0            | 11          | 4           | 1       | 0       | 43    | 18    |
| Manchester United | 2008–09   | 30    | 12   | 2     | 1    | 1            | 0            | 13          | 4           | 3       | 3       | 49    | 20    |
| Manchester United | 2009–10   | 32    | 26   | 1     | 0    | 3            | 2            | 7           | 5           | 1       | 1       | 44    | 34    |
| Manchester United | 2010–11   | 28    | 11   | 2     | 1    | 0            | 0            | 9           | 4           | 1       | 0       | 40    | 16    |
| Manchester United | 2011–12   | 34    | 27   | 1     | 2    | 0            | 0            | 7           | 5           | 1       | 0       | 43    | 34    |
| Manchester United | 2012–13   | 27    | 12   | 3     | 3    | 1            | 0            | 6           | 1           | –       | –       | 37    | 16    |
| Manchester United | 2013–14   | 29    | 17   | 0     | 0    | 2            | 0            | 9           | 2           | 0       | 0       | 40    | 19    |
| Manchester United | 2014–15   | 33    | 12   | 4     | 2    | 0            | 0            | –           | –           | –       | –       | 37    | 14    |
| Manchester United | 2015–16   | 28    | 8    | 5     | 2    | 2            | 1            | 6           | 4           | –       | –       | 41    | 15    |
| Manchester United | 2016–17   | 25    | 5    | 2     | 1    | 4            | 0            | 7           | 2           | 1       | 0       | 37    | 8     |
| Manchester United | Total     | 393   | 183  | 40    | 22   | 20           | 5            | 98          | 39          | 8       | 4       | 559   | 253   |
| D.C. United       | 2018      | 21    | 12   | 0     | 0    | –            | –            | –           | –           | –       | –       | 21    | 12    |
| D.C. United       | 2019      | 28    | 11   | 2     | 2    | –            | –            | –           | –           | –       | –       | 30    | 13    |
| D.C. United       | Total     | 49    | 23   | 2     | 2    | –            | –            | 0           | 0           | –       | –       | 51    | 25    |
| Derby County      | 2019–20   | 20    | 5    | 4     | 1    | –            | –            | –           | –           | –       | –       | 24    | 6     |
| Derby County      | 2020–21   | 10    | 1    | 0     | 0    | 1            | 0            | –           | –           | –       | –       | 11    | 1     |
| Derby County      | Total     | 30    | 6    | 4     | 1    | 1            | 0            | –           | –           | –       | –       | 35    | 7     |

¹Em outros, incluindo a Supercopa da Inglaterra, a Supercopa da UEFA e a Copa do Mundo de Clubes da FIFA.

### Seleção Inglesa
| Ano   |       |      |
| Ano   | Jogos | Gols |
| ----- | ----- | ---- |
| 2003  | 9     | 3    |
| 2004  | 11    | 6    |
| 2005  | 8     | 2    |
| 2006  | 8     | 1    |
| 2007  | 4     | 2    |
| 2008  | 8     | 5    |
| 2009  | 9     | 6    |
| 2010  | 11    | 1    |
| 2011  | 5     | 2    |
| 2012  | 5     | 4    |
| 2013  | 10    | 6    |
| 2014  | 13    | 8    |
| 2015  | 8     | 5    |
| 2016  | 10    | 2    |
| 2018  | 1     | 0    |
| Total | 120   | 53   |

|     | Data                   | Local                                          | Adversário         | Placar | Result. | Competição                             |
| --- | ---------------------- | ---------------------------------------------- | ------------------ | ------ | ------- | -------------------------------------- |
| 1.  | 6 de setembro de 2003  | Estádio Gradski, Skopje, Macedônia             | Macedônia do Norte | 1–1    | 2–1     | Qualificações para a Euro 2004         |
| 2.  | 10 de setembro de 2003 | Old Trafford, Manchester, Inglaterra           | Liechtenstein      | 2–0    | 2–0     | Qualificações para a Euro 2004         |
| 3.  | 16 de novembro de 2003 | Old Trafford, Manchester, Inglaterra           | Dinamarca          | 1–0    | 2–3     | Amistoso                               |
| 4.  | 5 de junho de 2004     | Old Trafford, Manchester, Inglaterra           | Islândia           | 2–0    | 6–1     | Amistoso                               |
| 5.  | 5 de junho de 2004     | Old Trafford, Manchester, Inglaterra           | Islândia           | 3–0    | 6–1     | Amistoso                               |
| 6.  | 17 de junho de 2004    | Estádio Cidade de Coimbra, Coimbra, Portugal   | Suíça              | 1–0    | 3–0     | Euro 2004                              |
| 7.  | 17 de junho de 2004    | Estádio Cidade de Coimbra, Coimbra, Portugal   | Suíça              | 2–0    | 3–0     | Euro 2004                              |
| 8.  | 21 de junho de 2004    | Estádio da Luz, Lisboa, Portugal               | Croácia            | 2–1    | 4-2     | Euro 2004                              |
| 9.  | 21 de junho de 2004    | Estádio da Luz, Lisboa, Portugal               | Croácia            | 3–1    | 4-2     | Euro 2004                              |
| 10. | 17 de agosto de 2005   | Estádio Parken, Copenhague, Dinamarca          | Dinamarca          | 1–3    | 1–4     | Amistoso                               |
| 11. | 12 de novembro de 2005 | Stade de Genève, Genebra, Suíça                | Argentina          | 1–1    | 3–2     | Amistoso                               |
| 12. | 15 de novembro de 2006 | Amsterdam Arena, Amesterdão, Países Baixos     | Países Baixos      | 1–0    | 1–1     | Amistoso                               |
| 13. | 13 de outubro de 2007  | Estádio de Wembley, Londres, Inglaterra        | Estónia            | 2–0    | 3–0     | Qualificações para a Euro 2008         |
| 14. | 17 de outubro de 2007  | Estádio Lujniki, Moscou, Rússia                | Rússia             | 1–0    | 1–2     | Qualificações para a Euro 2008         |
| 15. | 10 de setembro de 2008 | Estádio Maksimir, Zagreb, Croácia              | Croácia            | 3–0    | 4–1     | Eliminatórias da Copa do Mundo de 2010 |
| 16. | 12 de outubro de 2008  | Estádio de Wembley, Londres, Inglaterra        | Cazaquistão        | 3–1    | 5–1     | Eliminatórias da Copa do Mundo de 2010 |
| 17. | 12 de outubro de 2008  | Estádio de Wembley, Londres, Inglaterra        | Cazaquistão        | 4–1    | 5–1     | Eliminatórias da Copa do Mundo de 2010 |
| 18. | 15 de outubro de 2008  | Estádio Dínamo de Minsk, Minsk, Bielorrússia   | Bielorrússia       | 2–1    | 3–1     | Eliminatórias da Copa do Mundo de 2010 |
| 19. | 15 de outubro de 2008  | Estádio Dínamo de Minsk, Minsk, Bielorrússia   | Bielorrússia       | 3–1    | 3–1     | Eliminatórias da Copa do Mundo de 2010 |
| 20. | 28 de março de 2009    | Estádio de Wembley, Londres, Inglaterra        | Eslováquia         | 2–0    | 4–0     | Amistoso                               |
| 21. | 28 de março de 2009    | Estádio de Wembley, Londres, Inglaterra        | Eslováquia         | 4–0    | 4–0     | Amistoso                               |
| 22. | 6 de junho de 2009     | Estádio Almaty Central, Almaty, Cazaquistão    | Cazaquistão        | 3–0    | 4–0     | Eliminatórias da Copa do Mundo de 2010 |
| 23. | 10 de junho de 2009    | Estádio de Wembley, Londres, Inglaterra        | Andorra            | 1–0    | 6–0     | Eliminatórias da Copa do Mundo de 2010 |
| 24. | 10 de junho de 2009    | Estádio de Wembley, Londres, Inglaterra        | Andorra            | 3–0    | 6–0     | Eliminatórias da Copa do Mundo de 2010 |
| 25. | 9 de setembro de 2009  | Estádio de Wembley, Londres, Inglaterra        | Croácia            | 5–1    | 5–1     | Eliminatórias da Copa do Mundo de 2010 |
| 26. | 7 de setembro de 2010  | St. Jakob-Park, Basileia, Suíça                | Suíça              | 1–0    | 3–1     | Qualificações para a Euro 2012         |
| 27. | 2 de setembro de 2011  | Estádio Nacional Vasil Levski, Sófia, Bulgária | Bulgária           | 2–0    | 3–0     | Qualificações para a Euro 2012         |
| 28. | 2 de setembro de 2011  | Estádio Nacional Vasil Levski, Sófia, Bulgária | Bulgária           | 3–0    | 3–0     | Qualificações para a Euro 2012         |
| 29. | 19 de junho de 2012    | Donbas Arena, Donetsk, Ucrânia                 | Ucrânia            | 1–0    | 1–0     | Euro 2012                              |
| 30. | 12 de outubro de 2012  | Estádio de Wembley, Londres, Inglaterra        | San Marino         | 1–0    | 5–0     | Eliminatórias da Copa do Mundo de 2014 |
| 31. | 12 de outubro de 2012  | Estádio de Wembley, Londres, Inglaterra        | San Marino         | 3–0    | 5–0     | Eliminatórias da Copa do Mundo de 2014 |
| 32. | 17 de outubro de 2012  | Estádio Nacional, Varsóvia, Polônia            | Polónia            | 1–0    | 1–1     | Eliminatórias da Copa do Mundo de 2014 |
| 33. | 6 de fevereiro de 2013 | Estádio de Wembley, Londres, Inglaterra        | Brasil             | 1–0    | 2–1     | Amistoso                               |
| 34. | 22 de março de 2013    | Estádio Olímpico, Serravalle, San Marino       | San Marino         | 3–0    | 8–0     | Eliminatórias da Copa do Mundo de 2014 |
| 35. | 26 de março de 2013    | Estádio Pod Goricom, Podgorica, Montenegro     | Montenegro         | 1–0    | 1–1     | Eliminatórias da Copa do Mundo de 2014 |
| 36. | 2 de junho de 2013     | Maracanã, Rio de Janeiro, Brasil               | Brasil             | 2–1    | 2–2     | Amistoso                               |
| 37. | 11 de outubro de 2013  | Estádio de Wembley, Londres, Inglaterra        | Montenegro         | 1–0    | 4–0     | Eliminatórias da Copa do Mundo de 2014 |
| 38. | 15 de outubro de 2013  | Estádio de Wembley, Londres, Inglaterra        | Polónia            | 1–0    | 2–0     | Eliminatórias da Copa do Mundo de 2014 |
| 39. | 4 de junho de 2014     | Sun Life Stadium, Miami, Estados Unidos        | Equador            | 1–0    | 2–2     | Amistoso                               |
| 40. | 19 de junho de 2014    | Arena Corinthians, São Paulo, Brasil           | Uruguai            | 1–1    | 1–2     | Copa do Mundo FIFA de 2014             |
| 41. | 3 de setembro de 2014  | Estádio de Wembley, Londres, Inglaterra        | Noruega            | 1–0    | 1–0     | Amistoso                               |
| 42. | 9 de outubro de 2014   | Estádio de Wembley, Londres, Inglaterra        | San Marino         | 2–0    | 5–0     | Qualificações para a Euro 2016         |
| 43. | 12 de outubro de 2014  | A. Le Coq Arena, Tallinn, Estónia              | Estónia            | 1–0    | 1–0     | Qualificações para a Euro 2016         |
| 44. | 15 de novembro de 2014 | Estádio de Wembley, Londres, Inglaterra        | Eslovênia          | 1–1    | 3–1     | Qualificações para a Euro 2016         |
| 45. | 18 de novembro de 2014 | Celtic Park, Glasgow, Escócia                  | Escócia            | 2–0    | 3–1     | Amistoso                               |
| 46. | 18 de novembro de 2014 | Celtic Park, Glasgow, Escócia                  | Escócia            | 3–1    | 3–1     | Amistoso                               |
| 47. | 27 de março de 2015    | Estádio de Wembley, Londres, Inglaterra        | Lituânia           | 1–0    | 4–0     | Qualificações para a Euro 2016         |
| 48. | 14 de junho de 2015    | Stadion Stožice, Liubliana, Eslovênia          | Eslovênia          | 3–2    | 3–2     | Qualificações para a Euro 2016         |
| 49. | 5 de setembro de 2015  | Estádio Olímpico, Serravalle, San Marino       | San Marino         | 1–0    | 6–0     | Qualificações para a Euro 2016         |
| 50. | 8 de setembro de 2015  | Estádio de Wembley, Londres, Inglaterra        | Suíça              | 2–0    | 2–0     | Qualificações para a Euro 2016         |
| 51. | 17 de novembro de 2015 | Estádio de Wembley, Londres, Inglaterra        | França             | 2–0    | 2–0     | Amistoso                               |
| 52. | 27 de maio de 2016     | Estádio da Luz, Sunderland, Inglaterra         | Austrália          | 2–0    | 2–1     | Amistoso                               |
| 53. | 27 de junho de 2016    | Allianz Riviera, Nice, França                  | Islândia           | 1–0    | 1–2     | Euro 2016                              |

## Títulos
Manchester United
- Copa da Liga Inglesa: 2005–06, 2009–10 e 2016–17
- Premier League: 2006–07, 2007–08, 2008–09, 2010–11 e 2012–13
- Supercopa da Inglaterra: 2007, 2010, 2011 e 2016
- Liga dos Campeões da UEFA: 2007–08
- Copa do Mundo de Clubes da FIFA: 2008
- Copa da Inglaterra: 2015–16
- Liga Europa da UEFA: 2016–17

Seleção Inglesa
- Torneio de Verão da FA: 2004

### Prêmios individuais
- Jogador Inglês do Ano: 2008, 2009, 2014 e 2015
- FIFPro World XI: 2011
- Futebolista do Ano da PFA: 2009–10
- Futebolista Inglês do Ano pela FWA: 2009–10
- Jogador Jovem do Ano da PFA: 2004–05 e 2005–06
- Equipe do Ano da PFA: 2005–06, 2009–10 e 2011–12
- Troféu Alan Hardaker: 2006
- Troféu Bravo: 2003
- Prêmio Golden Boy: 2004[106]
- Melhor Jogador Jovem da FIFPro: 2004–05
- Jogador do Mês da Premier League: fevereiro de 2005, dezembro de 2005, março de 2006, outubro de 2007 e janeiro de 2010
- Equipe da Eurocopa: 2004
- Prêmio Sir Matt Busby: 2005–06 e 2009–10
- Gol Mais Bonito da Premier League: 2010–11
- Bola de Ouro da Copa do Mundo de Clubes da FIFA: 2008
- Artilheiro da Copa do Mundo de Clubes da FIFA: 2008 (3 gols)
- Eleito "Homem do jogo" na Final da Copa do Mundo de Clubes da FIFA de 2008
- Líder em assistências da Liga dos Campeões da UEFA: 2013–14 (8 assistências)